# Tanintharyi
Tanintharyi, beter bekend onder de oude naam Tenasserim, is een regio van Myanmar. De regio ligt in het lange smalle zuidelijke gedeelte van het land in de Landengte van Kra. Het grenst aan de Andamanse Zee in het westen en Thailand in het oosten. In het noorden ligt de Mon-staat. De hoofdstad van de regio is Tavoy (Dawei). De andere belangrijke stad is Mergui.

## Geografie
De regio heeft een oppervlakte van 43.343 km², en volgens een volkstelling van 1983 heeft het een bevolking van 917,628. Tegenwoordig wordt de bevolking op 1,5 miljoen geschat. De regio is onderverdeeld in 5 districten: Amherst, Mergui, Tavoy, Thaton, Toungoo. De ISO 3166-2 code voor de regio is MM-05.

## Geschiedenis
Historisch gezien behoorde het gebied aan Birmese koninkrijken gedurende het grootste gedeelte van de geschiedenis. Het was soms ook een vazalstaat van de Thaise koninkrijken Sukhothai en Ayutthaya. Aan het einde van de eerste Birmese oorlog in 1826 werd Tenasserim een onderdeel van het Britse koloniale rijk door het verdrag van Yandabo.
Met de onafhankelijkheid van Birma in 1948 werd het noordoostelijke gedeelte van Tenasserim de Karen-staat (nu genaamd Kayin-staat). In 1974 werd de Mon-staat gecreëerd die het noordwestelijke deel van Tenasserim innam. De vroegere hoofdstad Moulmain (Moulmein) ligt nu in de Mon-staat. Daarom werd de hoofdstad verplaatst naar Tavoy. In 1989 werd de naam van de divisie officieel veranderd in Tanintharyi.

## Bevolking

### Religie
De grootste religie in Tanintharyi is het boeddhisme, maar er zijn ook kleinere aantallen christenen, moslims en hindoes.
| Religieuze samenstelling (2014) | Religieuze samenstelling (2014) | Religieuze samenstelling (2014) | Religieuze samenstelling (2014) | Religieuze samenstelling (2014) |
| ------------------------------- | ------------------------------- | ------------------------------- | ------------------------------- | ------------------------------- |
|                                 |                                 |                                 |                                 |                                 |
| Boeddhisme                      | Boeddhisme                      |                                 | 87,5%                           | 87,5%                           |
| Christendom                     | Christendom                     |                                 | 7,2%                            | 7,2%                            |
| Islam                           | Islam                           |                                 | 5,1%                            | 5,1%                            |
| Animisme                        | Animisme                        |                                 | 0,0%                            | 0,0%                            |
| Hindoeïsme                      | Hindoeïsme                      |                                 | 0,2%                            | 0,2%                            |
| Geen/Overig                     | Geen/Overig                     |                                 | 0,0%                            | 0,0%                            |